# Babar: A győzelem ünnepe
A Babar: A győzelem ünnepe (eredeti cím: Babar: The Movie) 1989-ben bemutatott kanadai–francia–amerikai rajzfilm, amely Jean és Laurent de Brunhoff meséje alapján készült. Az animációs játékfilm rendezője Alan Bunce, producerei Michael Hirsh, Patrick Loubert és Clive A. Smith. A forgatókönyvet Peter Sauder, Michael Hirsh, Patrick Loubert, J. D. Smith, John de Klein, Raymond Jafelice és Alan Bunce írta, a zenéjét Milan Kymlicka szerezte. A mozifilm a Nelvana Limited és Ellipse Programmé gyártásában készült, a Astral Films és New Line Cinema forgalmazásában jelent meg. Műfaja zenés fantasy kalandfilm.
Amerikában 1989. július 28-án mutatták be a mozikban, Magyarországon 1997. december 7-én a Duna TV-n vetítették le a televízióban.

## Szereplők
| Szereplő             | Eredeti hang           | Eredeti hang     | Magyar hang      |
| Szereplő             | franciául              | angolul          | Magyar hang      |
| -------------------- | ---------------------- | ---------------- | ---------------- |
| Babar király         | Christian Alers        | Gordon Pinsent   | Hankó Attila     |
| Babar                | Vincent Barazoni       | Gavin Magrath    | Lippai László    |
| Szelesztina királynő | Marie Vincent          | Elizabeth Hanna  | Kiss Mari        |
| Madame               | Nelly Benedetti        | Elizabeth Hanna  | Kassai Ilona     |
| Szelesztina          | Marie-Eugénie Maréchal | Sarah Polley     | Kiss Erika       |
| Zefír                | Jacques Balutin        | John Stocker     | Bor Zoltán       |
| Retexisz             | Régis Ivanov           | Charles Kerr     | Várkonyi András  |
| Kornéliusz           | Jean-Pierre Darras     | Chris Wiggins    | Kun Vilmos       |
| Pompadúr             | Bernard Alane          | Stephen Ouimette | Kerekes József   |
| Artúr                | Stanley Claisse        | Stuart Stone     | Fekete Zoltán    |
| Izabella             | Aurélia Bruno          | Lisa Yamanaka    | Dögei Éva        |
| Palika               | Aurélia Bruno          | Bobby Becken     | Seszták Szabolcs |
| Flóra                | Brigitte Lecordier     | Marsha Moreau    | Molnár Ilona     |
| Adorján              | Brigitte Lecordier     | Amos Crawley     | Bartucz Attila   |
| Öreg Agyar           | N/A                    | Carl Banas       | Soós László      |
| Krok                 | N/A                    | Ray Landry       | Varga Tamás      |
| Szelesztina mamája   | N/A                    | Angela Fusco     | Némedi Mari      |

- További magyar hangok: Albert Péter, Imre István, Katona Zoltán
- Énekhangok: Sz. Nagy Ildikó, Tóth Tamás, Zubornyák Zoltán

## Betétdalok
| Magyar                     | Magyar                                                 | Angol                   | Angol                                     |
| Dal                        | Előadó                                                 | Dal                     | Előadó                                    |
| -------------------------- | ------------------------------------------------------ | ----------------------- | ----------------------------------------- |
| Ez a győzelem ünnepe       | Sz. Nagy Ildikó Tóth Tamás Zubornyák Zoltán            | Elephantland March      | The Nylons Judy Tate Debbie Fleming       |
| Bizottsági dal             | Kun Vilmos Kerekes József Tóth Tamás Zubornyák Zoltán  | Committee Song          | Chris Wiggins Stephen Ouimette The Nylons |
| Kettő együtt az, többet ér | Lippai László Kiss Erika                               | The Best We Both Can Be | Molly Johnson                             |
| Majom biznisz              | Bor Zoltán Sz. Nagy Ildikó Tóth Tamás Zubornyák Zoltán | Monkey Business         | John Stocker Judy Tate Debbie Fleming     |
| Retexisz dala              | Tóth Tamás Zubornyák Zoltán                            | Rataxes' Song           | Charles Kerr                              |

## Televíziós megjelenések
Duna TV, HBO, Minimax, M2 